# 在永恆之門
《在永恒之門》（Op de drempel van de eeuwigheid），或稱《悲痛的老人》是一幅梵高1890年5月初在聖雷米精神病院完成的油畫， 此畫基於其1882年在海牙繪成的鉛筆草稿完成，畫中人物是一名名叫“Adrianus Jacobus Zuyderland”老兵。 而原畫的靈感來源則是休伯特·冯·赫科默繪製的畫作《切爾西醫院的星期日》。
畫中的老兵坐在爐火旁，雙手掩面。這可能也表現出了畫家創作時的悲痛心情及畫家對神與永恒的信仰，而這些事物的難以感知實際也是其悲痛的來源，這一點在其早年的書信中就可以看出。

## 創作過程
1882年11月24日梵高在給弟弟的信中說：
這两天我畫了兩幅老人像，畫上的老人兩隻胳膊拄著膝蓋，臉埋在手裡...我想下次畫得更好一些。我可能還會印一張出來。這幅畫很好地描繪了一個穿著打了補丁的邦巴津大衣的禿頂老人。

幾天後梵高就把行動付諸實施：
我覺得畫家應該通過作品表達他的觀點。我試圖通過印刷品來達到這一目的——但是好像不太成功。它沒有現實那般美麗而驚人，相比而言這只是一個模糊的鏡像，而現實，就好像米勒所相信的那樣，昭示著冥冥之中有神靈或永恆的存在。那老人安靜地坐在火爐旁的角落里，甚至都不一定知道這一切...這不是什麼神學——就算是最窮的樵夫或礦工也總有那麼一剎那感覺到永恆之門的存在

## 類似作品與草稿

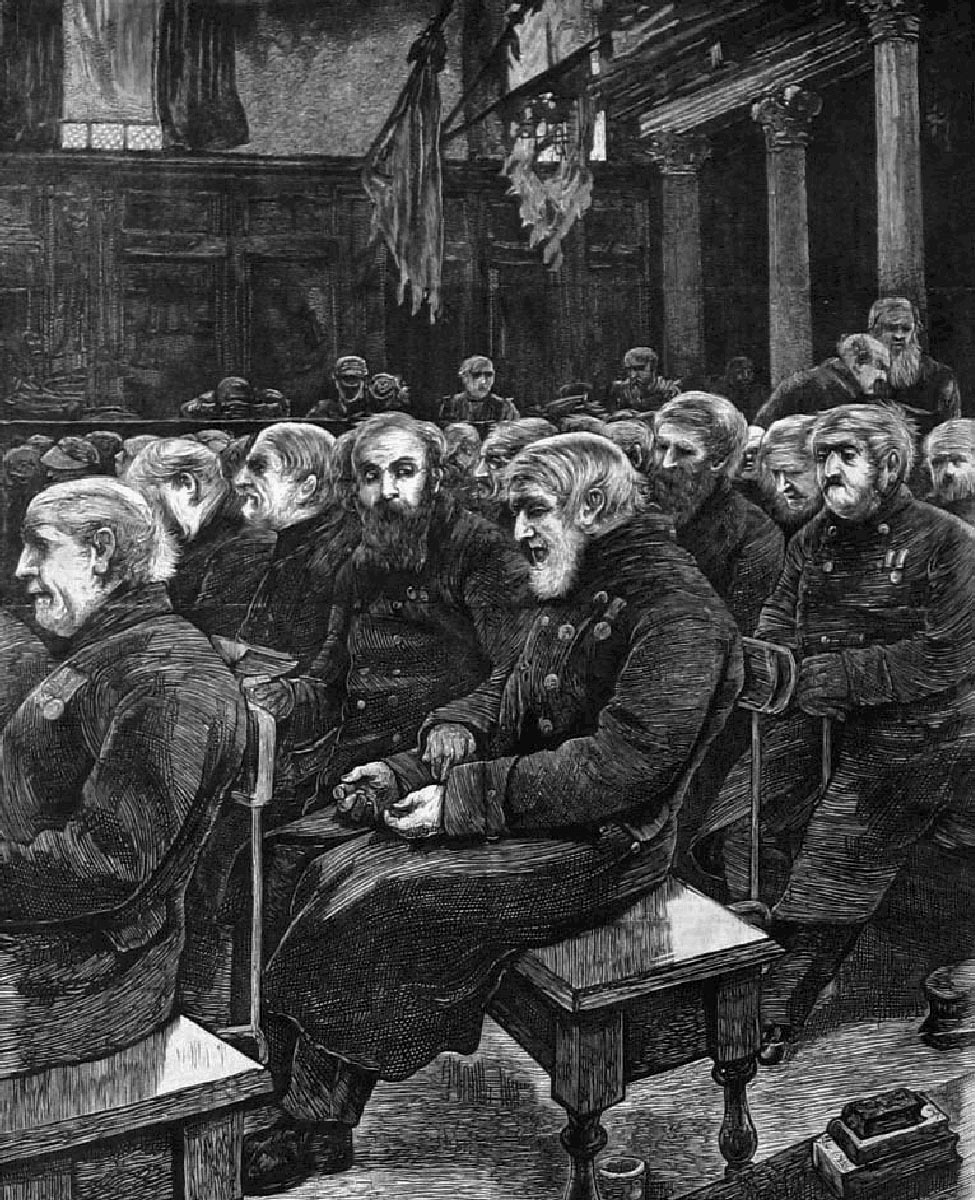
《切爾西醫院的星期日》，休伯特·馮·赫科默，1871年
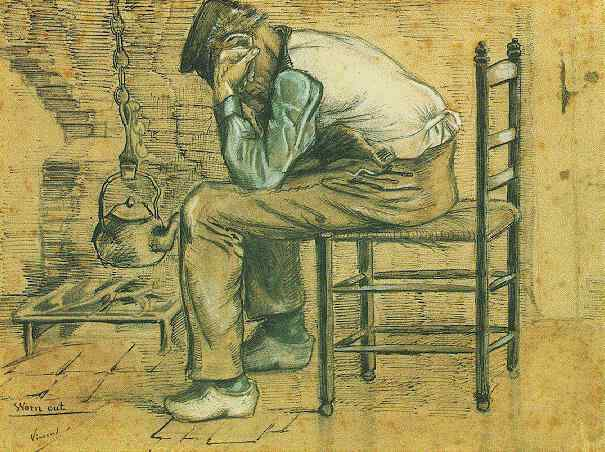
《火爐邊的農民》，梵高，1881
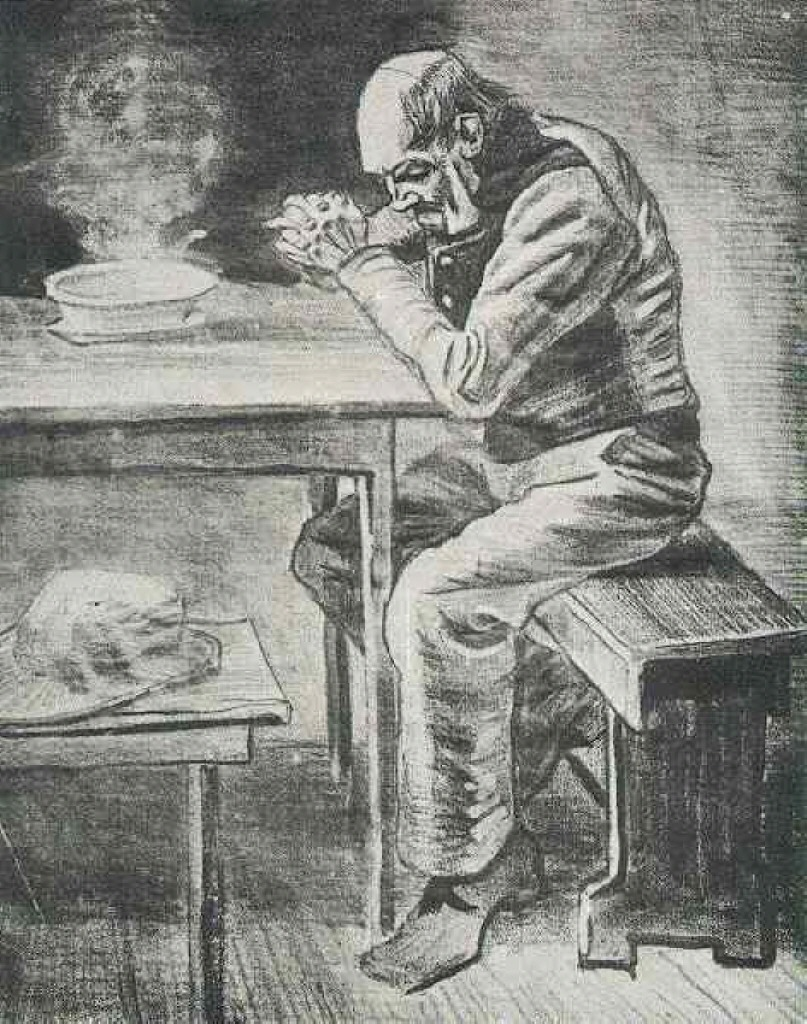
《吃飯前的祈禱者》，梵高，1882年
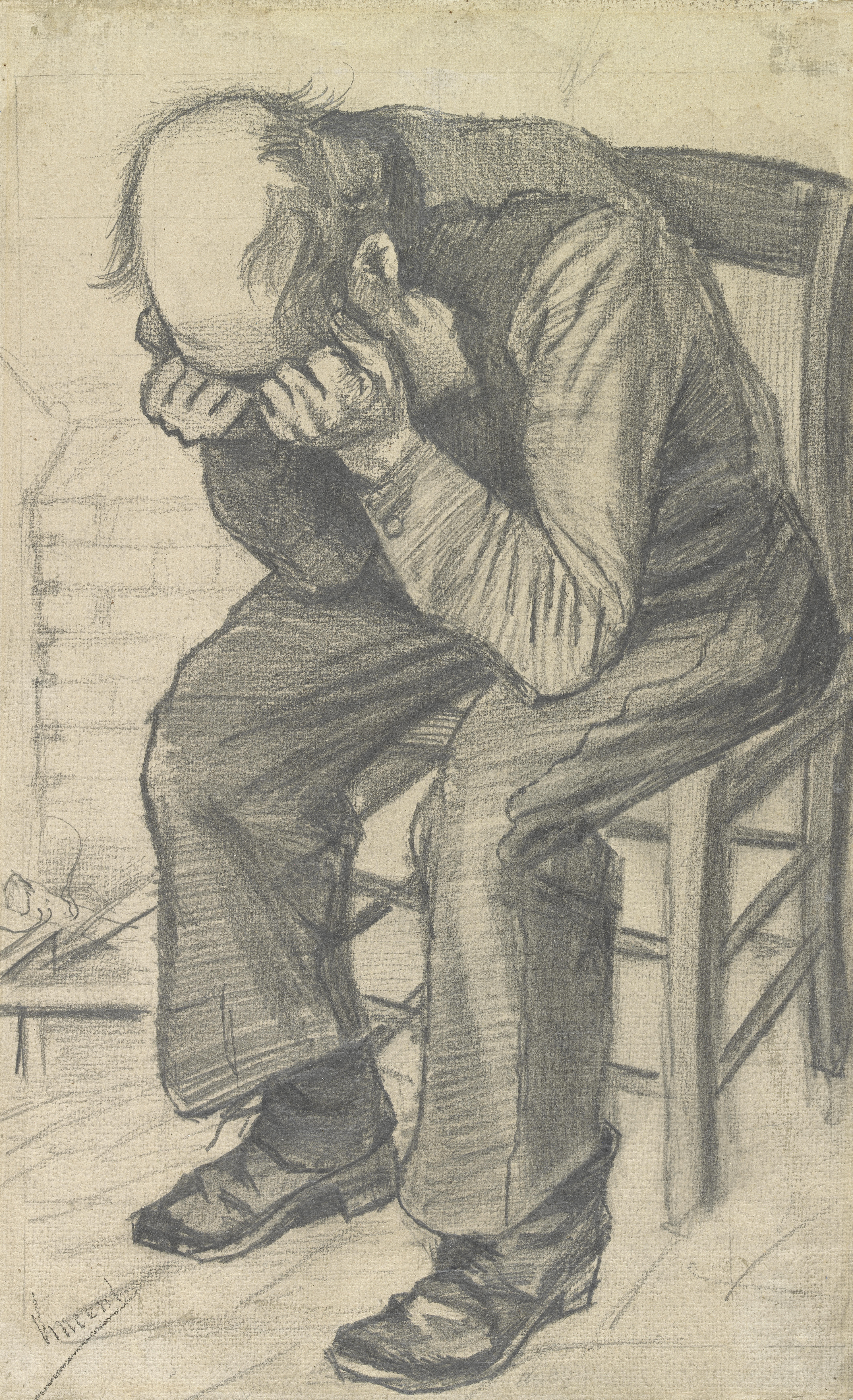
《疲憊不堪》，梵高，1882
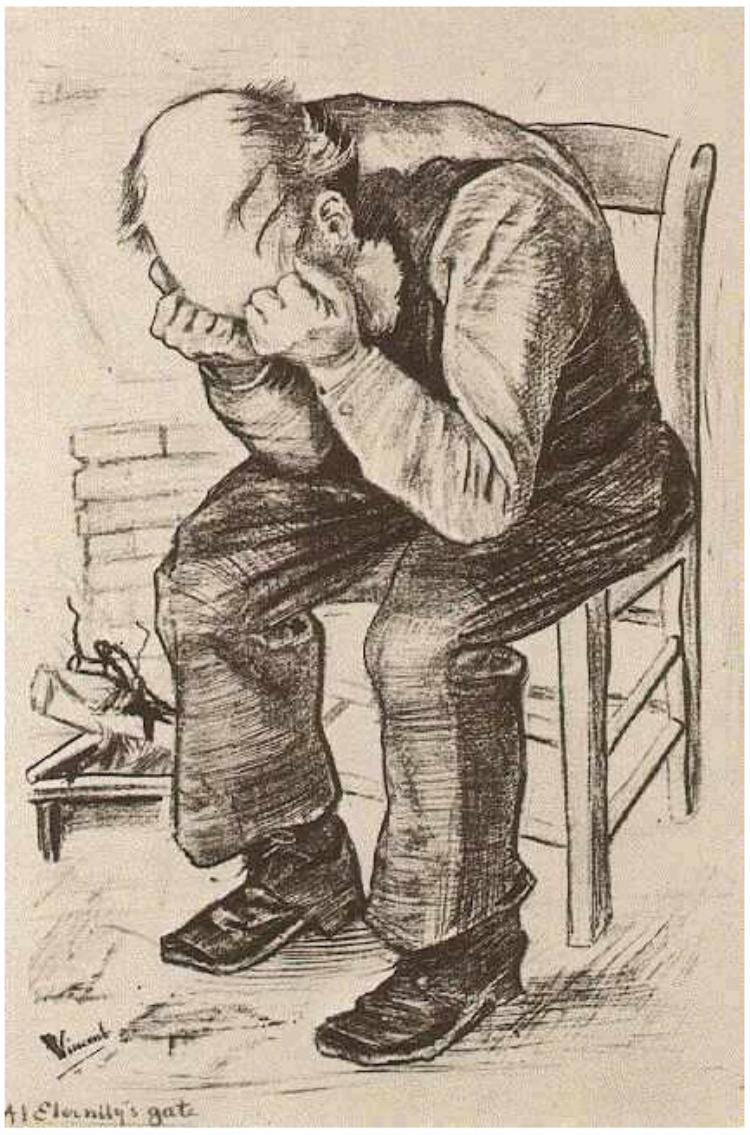
《雙手捧頭的老人》，梵高，1882
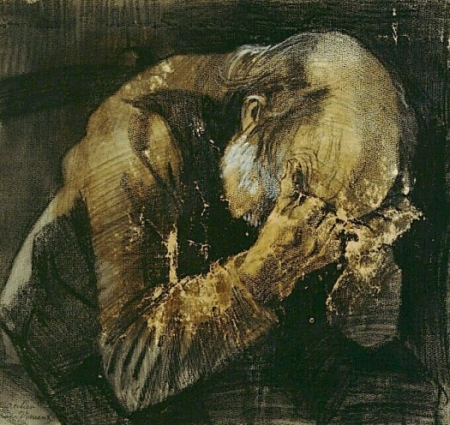
《悲痛的老人》，梵高，1882
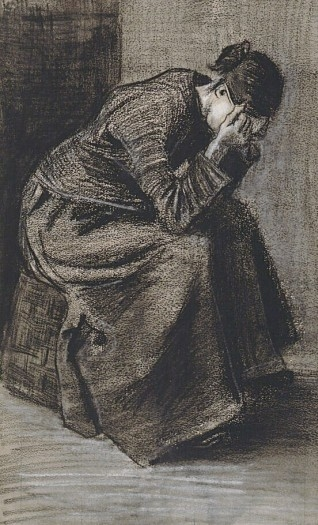
《坐在籃子上的悲痛的女人》，梵高，1883
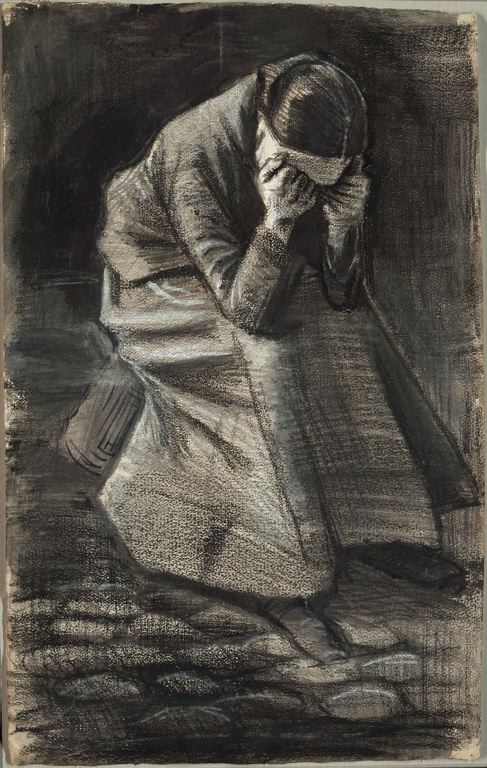
《擦眼淚的女人》，梵高，1883